# 舎人公園
舎人公園（とねりこうえん）は、東京都足立区にある都立の総合公園である。

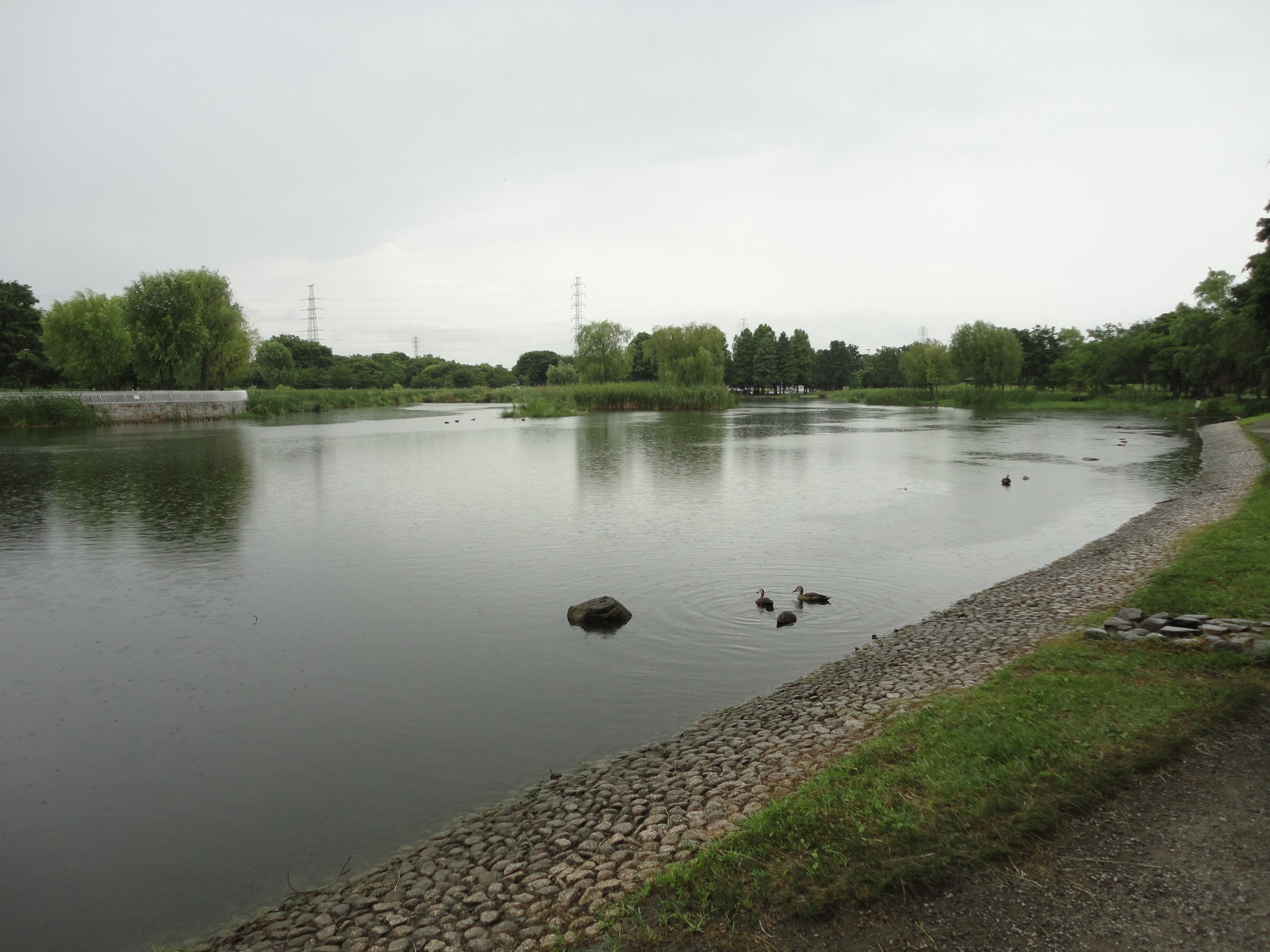
舎人公園内の池

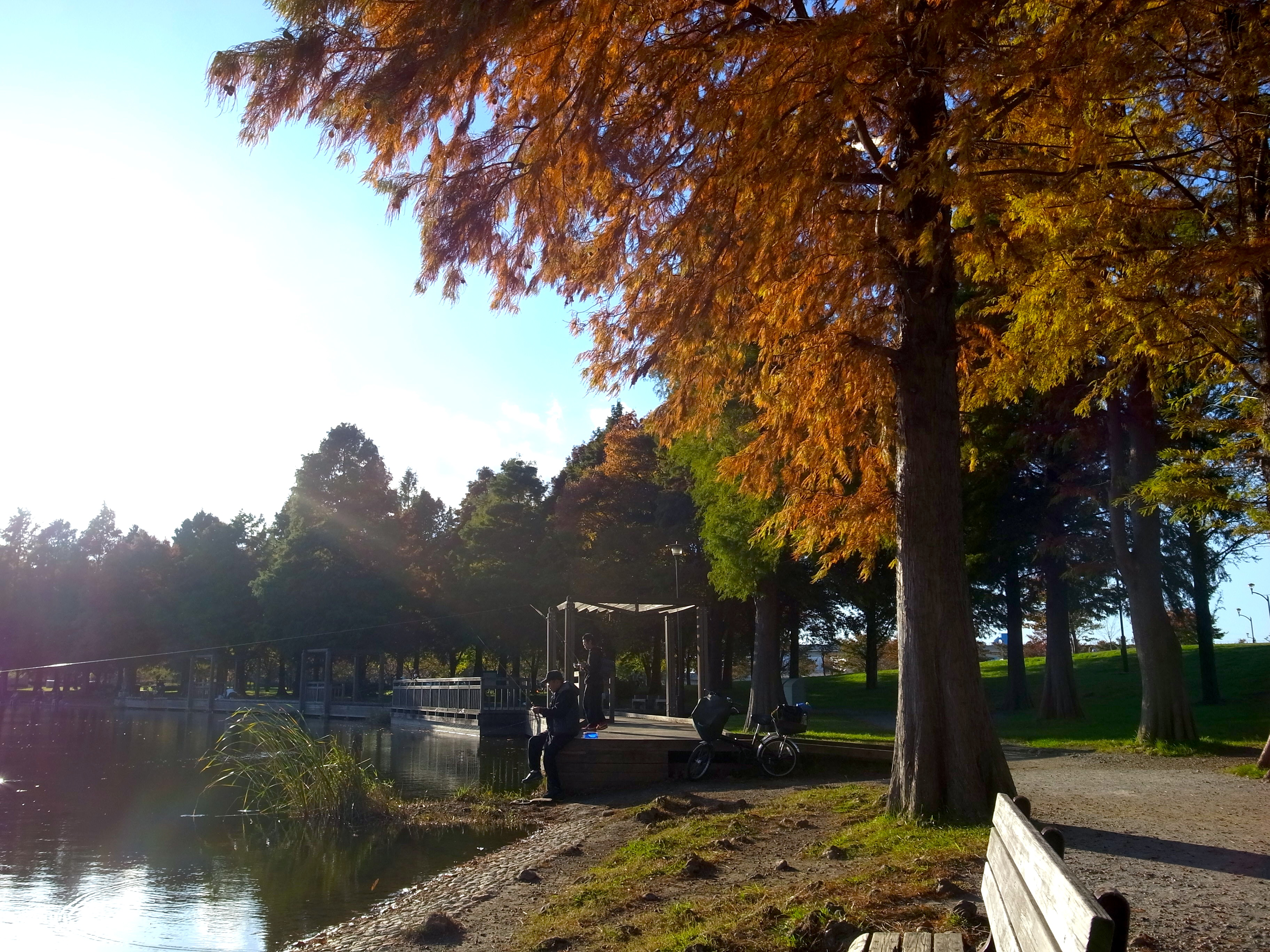
舎人公園の紅葉（2014年11月）

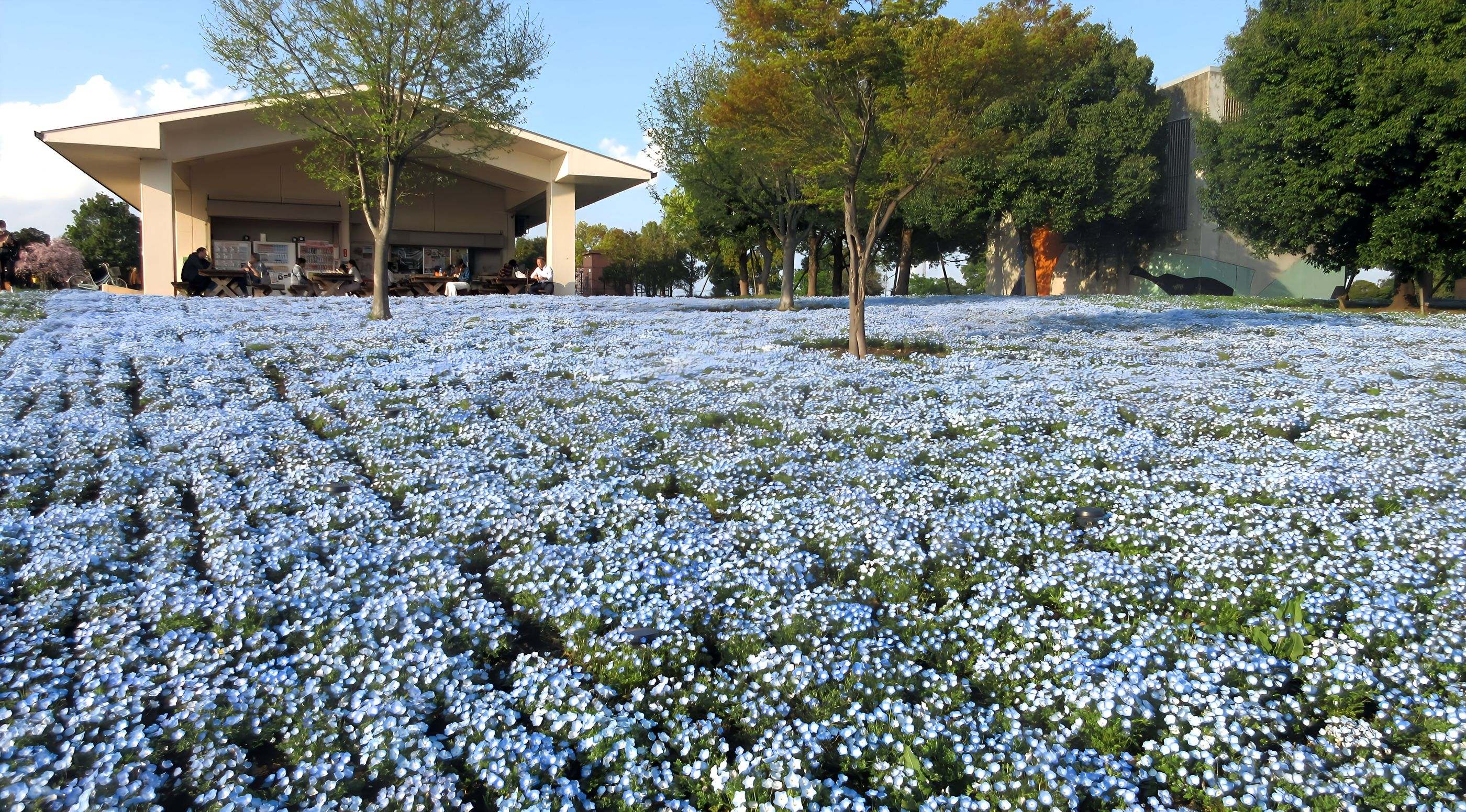
美しいネモフィラの絨毯

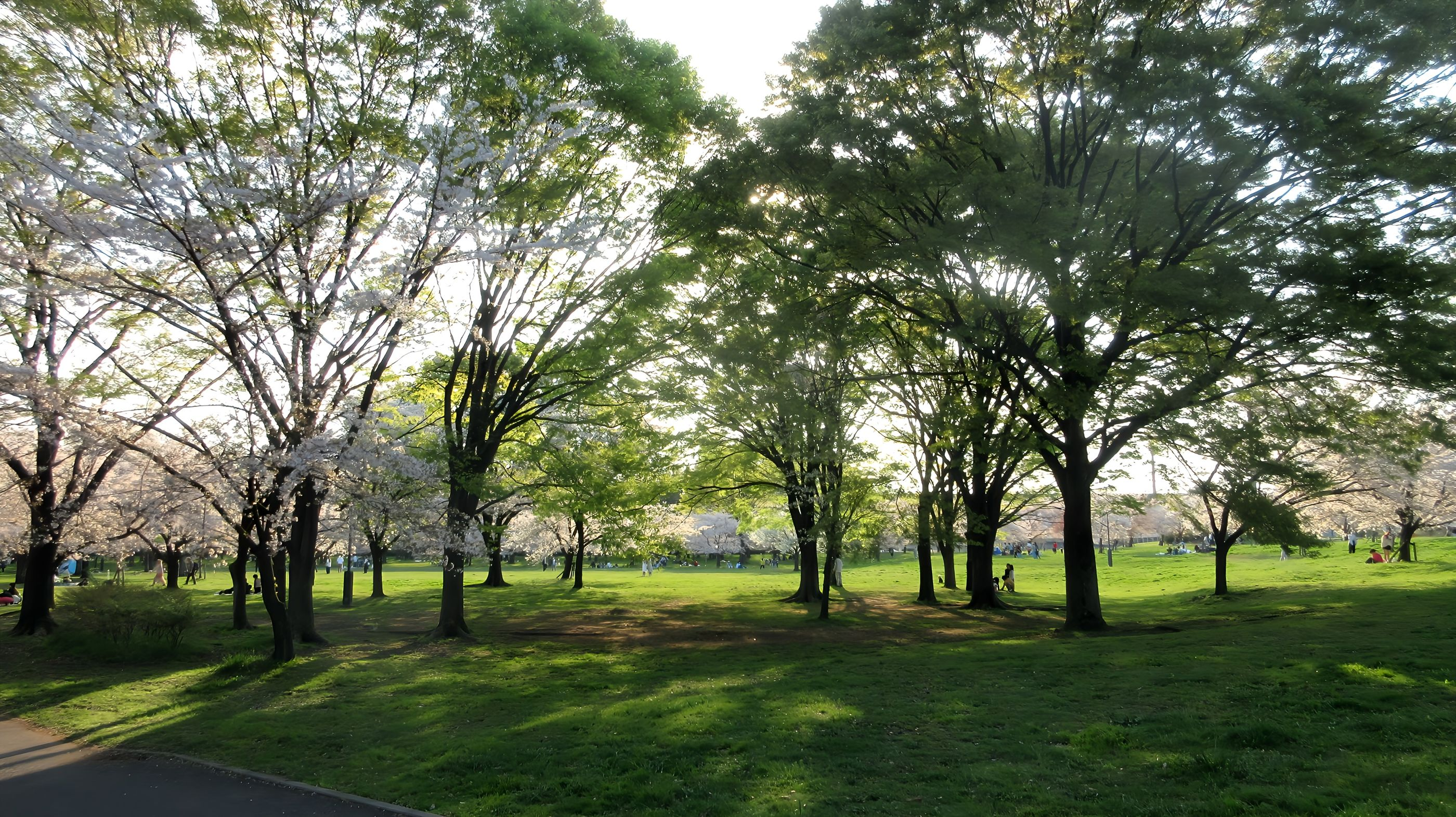
咲き誇る桜の樹々

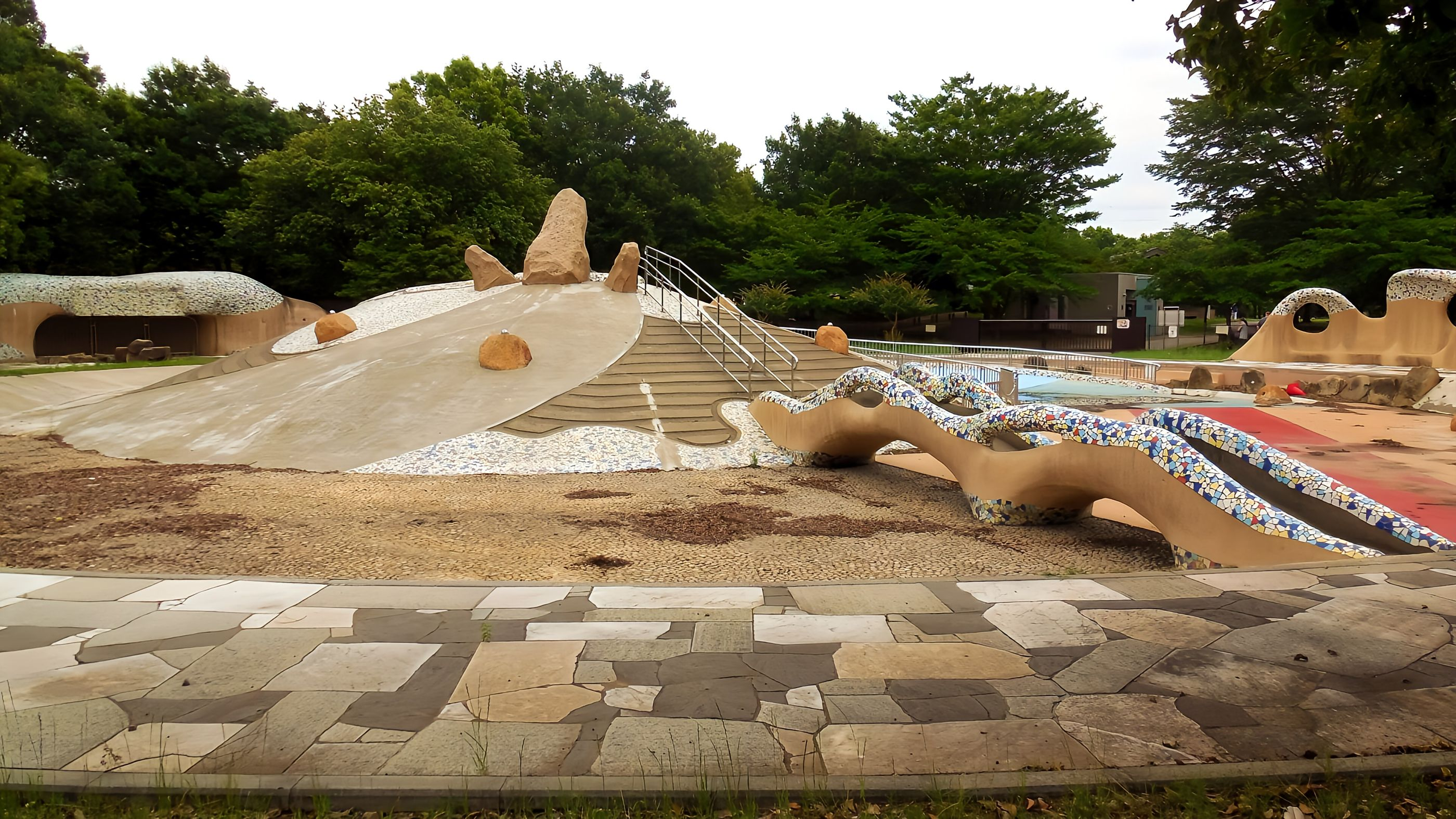
じゃぶじゃぶ池・夏場になると水浴びが出来る

## 概要
約65ヘクタールの敷地は、公園中央で十字に交わる道路（尾久橋通り、舎人公園通り）にて4区画に分けられている。西側敷地（A・D地区）に陸上競技場（3種公認）、テニスコート、野球場などのスポーツ施設、東側（B・C地区）には水鳥が見られる大池や親水広場などの自然と親しむスペースやキャンプ場が、特に南東部にはバードサンクチュアリも設けられている。埼玉県境からも近く、埼玉県からの利用者も多い。
かつては鉄道駅から遠かったため、アクセスには都営バスや自動車が必要だったが、尾久橋通り上に日暮里・舎人ライナーが開業し、東西の敷地に挟まれる位置に舎人公園駅が開業したため、アクセスしやすくなった。また、同鉄道の車両基地が公園東側敷地内地下に存在する。有料駐車場は2か所にある。
太平洋戦争の戦前から戦中にかけて、都市防衛のための防空緑地として確保された名残で、東京都内にもかかわらず広大な土地を有する。
敷地は舎人公園、入谷町、舎人町、古千谷、西伊興町の全域と、皿沼、西伊興の一部区域にまたがっており、それぞれ（一部は飛地として）入り組んでいる状態である。尾久橋通りから西側は舎人公園および皿沼として住居表示が実施されているが、東側は西伊興に含まれる部分を除いた大半が住居表示未実施である。

## 沿革
舎人公園は、1940年（昭和15年）3月9日に防空緑地として、当時の内務省が設置した都市計画東京地方委員会にて計画決定された。
これは、当時の東京は日増しに膨れ上がる爆発的な人口増加に対して生活関連社会資本の整備が遅れ、過密化する都市構造が都市住民の健康的な生活や都市防災に重大な影響を与える懸念があったためである。
委員会が提示した総合緑地設置の理由は、東京地域の都市環境・防災構造の改善を図るべく、戦時においては都市空襲による戦災被害を軽減し、平時においては地域住民の保健・衛生に利用して体位の向上を図るために、都心から20km圏内に総面積20万-50万坪の防災緑地として東京府知事の責任の下、複数の防災緑地を設置するというものであった。このなかで決定された計画緑地のひとつが舎人防災緑地である。
舎人防災緑地に関する計画案は東京地方委員会にて可決された後に内務省の認可を受け、内務省告示第百四十七号で告示された。同年の第75回帝国議会で建設が可決されると、計画用地（102.1ha）買収は驚異的な速さで進められ、同年末には99%に達する101.5haの土地が買収がされ、翌1941年（昭和16年）末には全用地の買収が完了した。
しかし、太平洋戦争（第二次世界大戦）の戦局悪化に伴い、買収された用地は食糧増産計画の一環で旧地主やその小作農に貸与され、耕作地として利用された。このことが災いし、大戦終結後のGHQの行った農地改革の一環で広大な農耕地の強制買収と自作農への供給が行われると、東京都は買収した舎人緑地を貸し与えていたことから不在地主とみなされ、1948年（昭和23年）11月までにその土地のすべてを政府に強制買収されて失ってしまった。
計画緑地が強制買収されていた最中の1947年（昭和22年）1月31日に招集された都市計画東京地方委員会で、再び都市環境改善と都市防災向上のために都市公園が設置されることが検討された。ここにおいての設置理由は市街地域内に緑地帯を設けることで住宅の過密化を防ぐと同時に、緑化都市公園として地域住民の生活環境の向上を目指すというものであった。このとき策定された緑地地域は、舎人の他に足立区内には東渕江（現・東京都立東綾瀬公園）および江北が指定された。この審議結果は用地面積や建設費用などの数字的合意の後、1948年（昭和23年）に建設省（当時）によって告示（建設省告示第一七号）され、1957年（昭和32年）に都市計画法の施行で舎人緑地は都市計画公園第五九号舎人公園へと変更された（建設省第一六八九号）。この計画による計画公園面積は102.1haである。
1969年（昭和44年）4月22日、流通団地（北足立市場・足立トラックターミナル等）造成との兼ね合いから、公園計画面積を当初計画の60%（68.8ha）に縮小されるも、1970年（昭和45年）より土地の再買収が開始され、1976年（昭和51年）10月6日に公園用地一部の5haに事業認可が出され、造成が開始された。1977年（昭和52年）4月16日には「天皇陛下御在位50年記念公園」の指定を受ける。その後も残る土地の再取得と事業認可の取り付けが続けられ、1981年（昭和56年）6月1日に造成が終了した一部区域1.38haが一般に開放された。
開園後は公園整備計画に基づき、順次各施設の整備が行われた。地下には日暮里・舎人ライナーの車両基地がおかれ、また震災時火災の際の広域避難場所に指定されている。未整備のまま最後に残されたC地区（公園東南部分）は2016年度から整備が始まり、2022年6月1日にほぼ概成した。2022年９月時点の開園面積は64.96ha。